# Шлемко Дмитро Васильович
Дмитро́ Васи́льович Шлемко́ (нар. 24 січня 1950, село Белелуя, Снятинський район, Івано-Франківська область) — український політик. Народний депутат України. Член партії Всеукраїнське об'єднання «Батьківщина», голова Івано-Франківської обласної організації з 1999 року.

## Освіта
Закінчив з медаллю Снятинського середню школу-інтернат. Будучи не тільки учасником, але і переможцем обласних олімпіад з історії та математики, вибрав історичний факультет Івано-Франківського педагогічного інституту імені Василя Стефаника, у якому навчався з 1967 до 1971 року за спеціальністю учитель історії та суспільствознавства, а у 1978 році закінчив аспірантуру Інституту економіки АНУ.
Кандидат економічних наук (з 1985), доцент (з 1989). Підготував і видав понад 50 наукових праць.[джерело?]

## Кар'єра
У 1971 році працював інструктором-методистом з спорту, вчителем історії і географії. З 1971 по 1973 рік служив у Радянській армії.
З 1973 по 1978 рік був секретарем комітету комсомолу Івано-Франківського технікуму радянської торгівлі, інструктором-інформатором ЛКСМУ, завідувачем відділу комсомольських організацій Івано-Франківського обласного комітету ЛКСМ України. У 1978 році був інженером науково-дослідного сектора Івано-Франківського інституту нафти і газу.
Після цього Шлемко тривалий час займався викладацькою діяльністю. З 1978 по 1980 рік був викладачем політекономії Івано-Франківського кооперативного технікуму. З 1980 по 1990 рік пройшов шлях від асистента до декана загальнотехнічного факультету, доцента кафедри політекономії та завідувача кафедри наукового комунізму (з 1987 року) Івано-Франківського інституту нафти і газу.
З листопада 1990 до серпня 1991 року працював секретарем Івано-Франківського обласного комітету КПУ за сумісництвом. З 1990 по 1995 рік був завідувачем кафедрою політекономії і соціології, а з 1995 по 2005 рік — завідувачем кафедри економічної теорії Івано-Франківського національного технічного університету нафти і газу. З 2005 по 2006 рік Шлемко був заступником голови Івано-Франківської обласної державної адміністрації.
На парламентських виборах 1998 року балотувався по виборчому округу № 84 Івано-Франківської області як член партії Міжрегіональний блок реформ. Посів 14 місце з 21 претендентів. Паралельно балотувався від передвиборчого блоку партій «Соціально-ліберальне об'єднання» (СЛОн) (№ 16 у списку), однак ця політсила набрала 0,90% голосів виборців і до парламенту не потрапила.
На наступних парламентських виборах 2002 року балотувався за списком «Блоку Юлії Тимошенко» (№ 30 у списку), але і тоді депутатом обраний не був.
Тим не менше на парламентських виборах 2006 і 2007 років він ставав народним депутатом від БЮТ, двічі отримавши № 35 у виборчому списку цієї політсили. Обидва рази був членом Комітету Верховної Ради з питань економічної політики.
На парламентських виборах 2012 року став народним депутатом від партії Всеукраїнське об'єднання «Батьківщина» під № 30 у виборчому списку. Є заступником голови фракції і головою підкомітету з питань державної економічної політики України Комітету Верховної Ради з питань економічної політики.

## Родина
Українець. Батько Василь Дмитрович (1932) — колгоспник, пенсіонер. Мати Олена Тимофіївна (1928 — †1990). Дружина Ольга Володимирівна (1959) — завідувачка кафе-бару. Дочка Наталя (1972).

## Нагороди
Нагороджений грамотою Президії Верховної Ради України (1987).

## Ресурси інтернет
- Довідник «Хто є хто в Україні», видавництво «К. І. С.» [Архівовано 8 серпня 2020 у Wayback Machine.]